# Escándalo del Incentivo de Energias Renovables en Irlanda del Norte
El escándalo del Incentivo de Energía Renovable (escándalo de RHI), también conocido como el Escándalo de Cash for Ash (Escándalo Dinero por Cenizas), es un escándalo político que sacude a Irlanda del Norte que se centró en un fracasado plan gubernamental de incentivos energéticos que costó al erario público Norirlandés casi 500 millones de libras esterlinas ). El plan fallido fue supervisado por Arlene Foster, entonces Ministra de Empresa, Comercio e Inversión, que no introdujo controles de costos necesarios que hubieran evitado que el plan saliera de control y causara pérdidas millonarias al Gobierno de Irlanda del Norte. El escándalo político salió a la luz en noviembre de 2016, momento en el que Foster se había convertido en el ministro principal de Irlanda del Norte. Foster se negó a renunciar o "dejar de lado" durante cualquier investigación, diciendo que para hacerlo sería visto como la admisión de cierta culpabilidad en la materia.

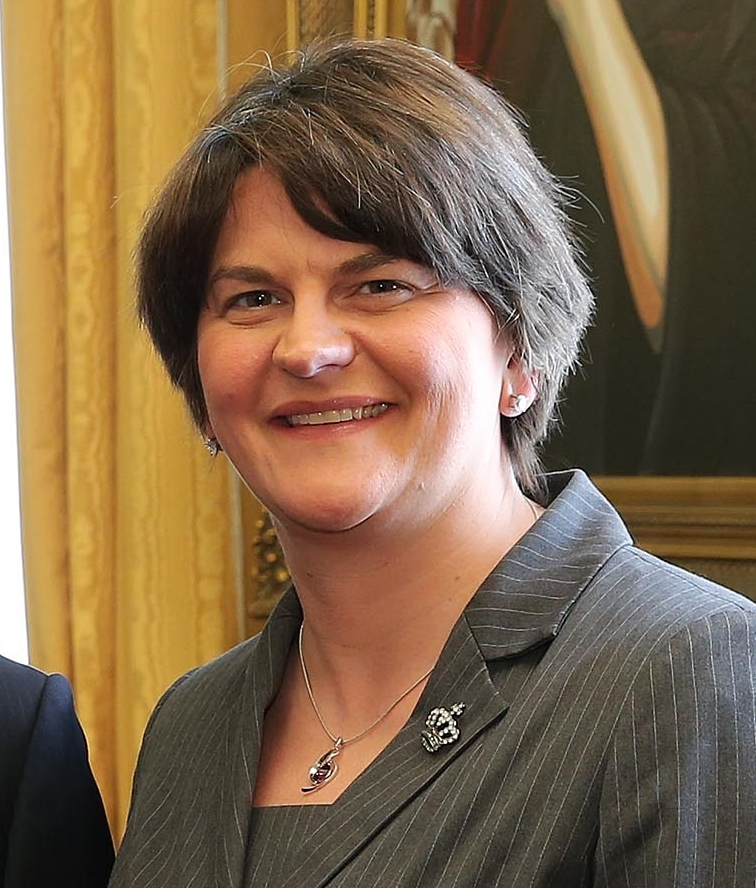
Arlene Foster miembro de la Asamblea de Irlanda del Norte y actual ministro principal de Irlanda del Norte

El Sinn Féin, que forma parte del gobierno con el Partido Unionista Democrático (DUP) de Foster, había pedido a la ministra principal que se apartara del cargo durante la investigación sobre el citado programa, que la formación republicana denuncia que ha costado a los contribuyentes centenares de millones de libras. Debido a la negativa de la ministra principal de apartarse, Martin McGuinness número dos del Ejecutivo de coalición entre protestantes y católicos, dejó su cargo en vice ministro principal en protesta por la mala gestión del escándalo del Gobierno de Bélfast que salpica, a su entender, a Arlene Foster, ministra principal y líder del Partido Unionista Democrático, socio mayoritario de la coalición.
La crisis política obligó en la convocatoria a elecciones adelantadas en Irlanda del Norte para el 2 de marzo de 2017, lo anunció el ministro británico para la provincia, James Brokenshire, luego de la caída del gobierno conformado por protestantes y católicos.

## Antecedentes

### Historia del RHI
El Programa de RHI en Irlanda del Norte fue gestionado y configurado por el entonces Ministerio de Empresa, Comercio e Inversión de Irlanda del Norte en 2012 y fue supervisado por Arlene Foster, la entonces Ministra de Empresa y Comercio Norirlandesa. La intención del programa era que las empresas y los hogares domésticos absorbieran las fuentes renovables como las Pellets de madera ofreciéndoles subsidios generosos.

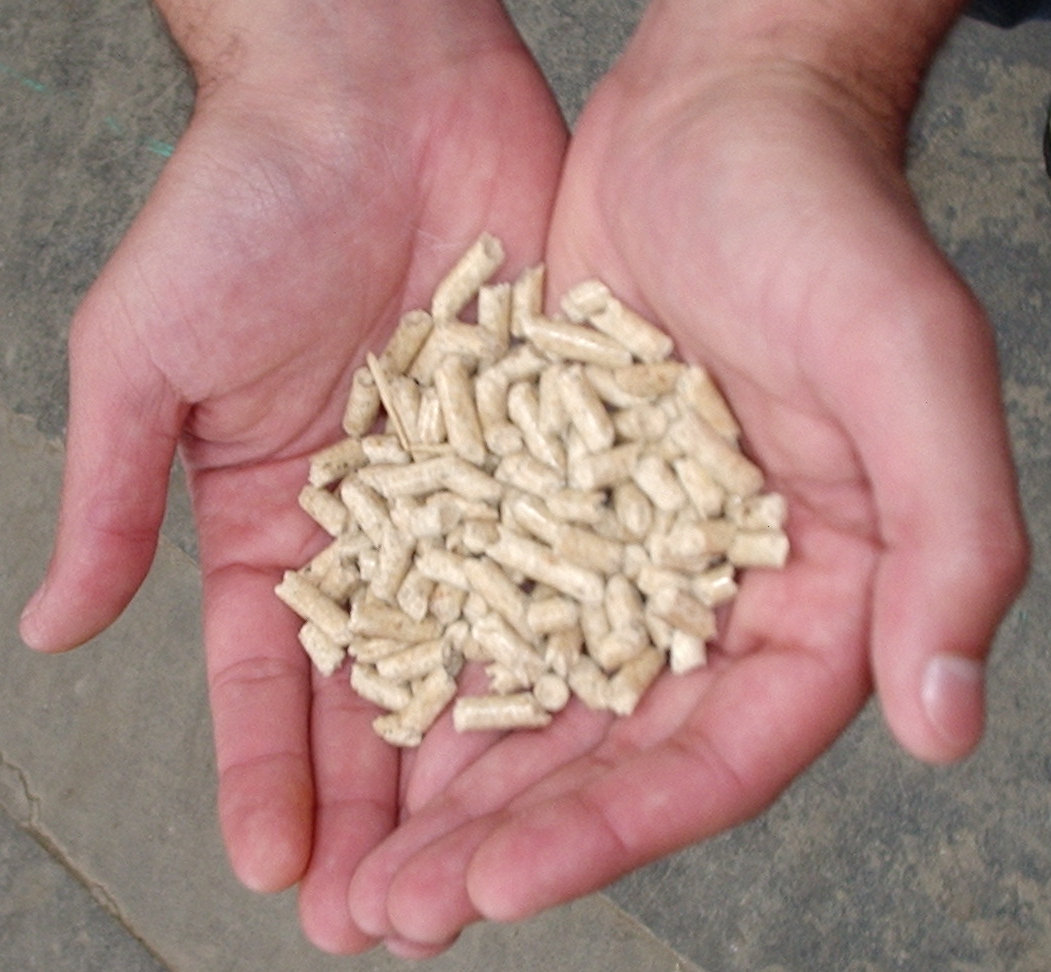
Ejemplo de pellets.

El plan fue aprobado por el Ejecutivo de Irlanda del Norte, pero el esquema carecía de controles de costos. Los candidatos a la misma podrían calentar sus propiedades y obtener un beneficio al hacerlo. Por cada £ 1 que se gastó en calefacción, el Ejecutivo pagó a los solicitantes £ 1.60. En efecto, el régimen estaba pagando a la gente a calentar sus propiedades, siempre y cuando se usan recursos renovables. No había un límite en los pagos, lo que significa que los solicitantes podrían ganar dinero al dejar su calefacción en constante.

### Fraude
Las preocupaciones de fraude se plantearon inicialmente en 2013 y de nuevo en 2014, cuando un denunciante se puso en contacto con la ministra Foster para plantear sus preocupaciones sobre el plan. El denunciante afirmó que el régimen era "defectuoso" y las preocupaciones de los funcionarios públicos fueron ignoradas 'después de que se reportó el abuso del sistema, como los dueños de propiedades que no se calentaron hasta ahora estaban tomando ventaja del esquema de ganar dinero.Se afirma que el equipo de diez funcionarios que investigaron las afirmaciones del denunciante 'no creía que el informante y no informaron de nuevo a Foster. Otro denunciante escribió una carta en enero de 2016 para decirle a Foster, que para entonces había convertido en primer ministro, alrededor de un cobertizo de la granja "vacío" que fue 'que se calienta de la subvención ". El Plan de Energías renovables no tomó en cuenta que las propiedades que no fueron calentadas previamente, ahora podrían calentarse para hacer el dinero para los aspirantes.
La oferta demasiado generosa llevó al Gobierno de Irlanda del Norte a solicitar 490 millones de libras esterlinas al Gobierno de Reino Unido, lo que provocó una advertencia del HM Treasury para ser enviado de que el Ejecutivo tendría que encontrar los fondos para ello. El  gasto 490m £ se distribuiría durante 20 años, ya que los participantes del plan firmaron contratos con el Ministerio de Empresas, Comercio e Inversión de Irlanda del Norte y sus pagos debían durar 20 años. Cuando las noticias primero rompieron del esquema planeado, se pensó originalmente que el coste total al presupuesto sería £ 400m, pero éste fue revisado más adelante hasta £ 490m. Irlanda del Norte recibe un pago bloque cada año desde el HM Treasury Británico y el pago de bloque ahora tendrá que ser cambiado como resultado del dinero comprometido con el Gobierno británico.
Arlene Foster, fue traslada al Departamento de Finanzas y Jonathan Bell le sucedió como el ministro de Comercio. Después de la noticia, Bell dio una entrevista exclusiva con el programa de la BBC Radio Úlster El Nolan Show, donde dijo que los asesores 'intervino' para evitar el cierre del programa RHI y Foster intentó 'limpiar los registros' acerca de la participación de Foster en el retraso del cierre del programa de Energía renovable. Bell dijo que cuando intentó cerrar el esquema, le dijeron que no podría por Foster. En el período en que afirma haber intentado cerrar el programa y darle fin, se produjo un aumento en las solicitudes, lo que provocó que se asignara más dinero al programa.

### Investigación
Comité de Cuentas Públicas de Stormont (PAC) señaló que una auditoría independiente de 300 sitios que el programa beneficiaba se encontraron con problemas en la mitad de ellos. La auditoría también indicó que había problemas graves de fraude en 14 de los sitios. Se recibieron un total de 1.946 solicitudes, y el sistema tenía una calificación de aprobación del 98%. Después de que funcionarios comenzaron a discutir el cierre del plan, se realizaron 948 solicitudes adicionales entre septiembre y noviembre de 2015. Esto permitió que las solicitudes fueran juzgadas antes de que se produjeran cambios en el plan de Energía renovable.
La Asamblea de Irlanda del Norte llamada el 19 de diciembre de 2016 para discutir la cuestión a petición de Foster y Martin McGuinness, el vice ministro principal.

## Conflicto Bell - Foster

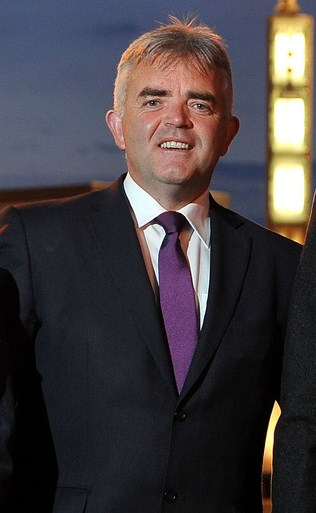
Jonathan Bell

Jonathan Bell fue nombrado ministro de Comercio después de que Foster la trasladran de puesto. Foster y Bell se involucraron en una disputa pública cuando Foster acusó a Bell de prolongar el cierre del plan. El plan RHI atrajo casi 1.000 aplicaciones en los últimos tres meses del esquema, que es cuando el ministro afirmó que él intentó cerrar el plan. Estos dos meses son significativos ya que Bell no estaba en su cargo ministerial, debido a la renuncia del DUP en 2015.
Bell dio una entrevista en The Nolan Show en la que acusó a los asesores especiales del Partido Unionista Democrático de intentar presionarlo para mantener el programa abierto. Afirmó que no le estaban permitiendo cerrar el programa en su apogeo y nombró a Timothy Johnston, consejero especial del primer ministro Peter Robinson, y Andrew Crawford, un ayudante de Foster. Bell acusó públicamente a Foster de intentar "limpiar archivos" para eliminar evidencia de su interferencia. También pidió una investigación pública sobre el asunto.
En el mismo programa, Foster dio una entrevista respondiendo a las acusaciones de Bell, aunque aún no había oído sus acusaciones ya que serían transmitidos en vivo esa noche. Ella acusó a Bell de usar 'su volumen físico' para confrontarla y se refirió a él como 'muy agresivo'.
Los oficiales del Partido Unionista Democrático suspendieron formalmente a Bell del partido después de su entrevista para hablar con los medios sin permiso previo del partido.

## Reacciones políticas
Hubo llamadas a Foster para que dejara el cargo y se le presionó para que lo hiciera, pero ella se negó. El Partido Social Demócrata y el Partido Laborista (SDLP), el Partido Uniónista del Ulster (UUP), el Partido de la Alianza, Partido Personas Antes de Ganancias (PBP),  Voz Tradicional Unionista (TUV) y el Partido Verde firmaron una Moción de confianza. Aunque la oposición tuvo mayoría en la subsiguiente Moción de confianza, su victoria no tuvo ningún efecto debido a la constitución de la Asamblea. Sinn Féin presentó otra moción para pedir a Foster que se "apartara" mientras se llevara a cabo una investigación independiente, pero Foster rechazó cualquier sugerencia de que renunciara.
Colum Eastwood, líder del SDLP, dijo que Foster "debe seguir el precedente establecido por su predecesora y renunciar a restaurar la confianza en el cargo de Ministro principal de Irlanda del Norte mientras estas preguntas se ciernen sobre ella". El líder del UUP, Mike Nesbitt, pidió a los miembros de la Asamblea de Irlanda del Norte que "se unan y protejan la reputación de las instituciones".
Cientos de ciudadanos de Derry y Belfast pidieron la renunicia de Foster al puesto en las calles de estas ciudades Norirlandesas

### 19 de diciembre de 2016
El 19 de diciembre de 2016, la Asamblea de Irlanda del Norte fue retirada del receso para que Foster hiciera una declaración a la Cámara sobre el escándalo. Los partidos de la oposición presentaron una moción para excluir a Foster de su cargo durante seis meses. Hubo desacuerdo en la Cámara ya que resultó que Foster no tenía la aprobación de Martin McGuinness para que la declaración fuera leída. En Irlanda del Norte, El ministro principal y el vice ministro principal tienen funciones conjuntas. Los miembros de la Asamblea de Irlanda del Norte intentaron plantear cuestiones de orden con el presidente, Robin Newton (DUP), que no les permitió hablar. Los parlamentarios Norirlandeses salieron de la sala en protesta y Newton suspendió la sesión durante 30 minutos. Mientras el presidente de la Asamblea de Irlanda del Norte permitía a Foster dirigirse a la cámara en su calidad de ministro principal sin el consentimiento del Viceministro Principal, todos los demás partidos salieron de la sala en Protesta al principio de su declaración. Ella dio la declaración con sólo su propio partido presente y, como resultado, sólo recibió preguntas de sus colegas del partido.

## Renuncia de Martin Macguiness

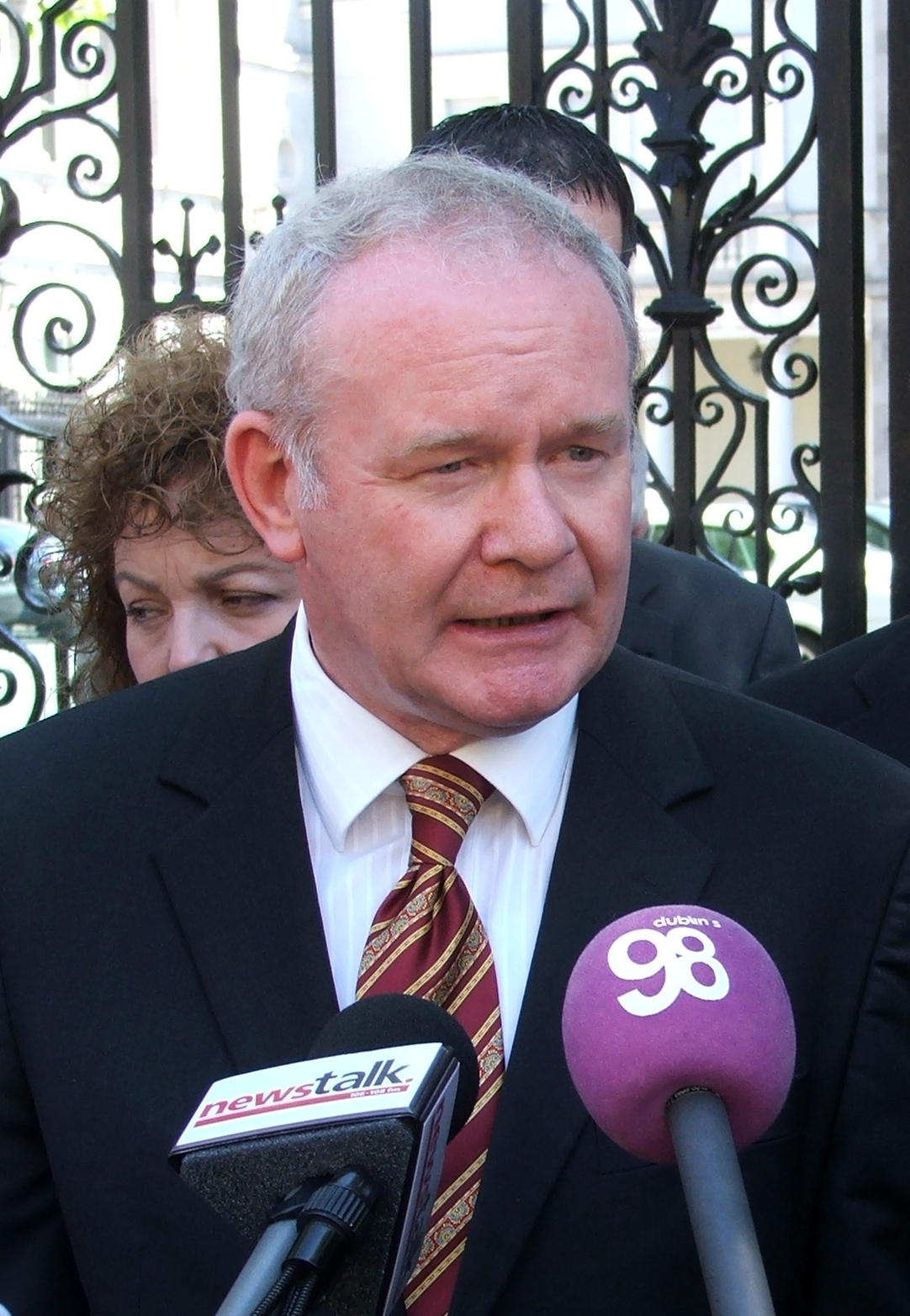
Martin McGuinness,

La dimisión del viceministro principal norirlandés, el histórico dirigente nacionalista Martin McGuinness, sumió a Irlanda del Norte en una crisis política que terminó en la relazacion de elecciones será el 2 de marzo de 2017. McGuinness, número dos del Ejecutivo de coalición entre protestantes y católicos, dejó su cargo en protesta por la gestión de un escándalo en la política de energías renovables del Gobierno de Belfast que salpica, a su entender, a Arlene Foster, ministra principal y líder del Partido Democrático Unionista (DUP), socio mayoritario de la coalición. Según McGuinness, número dos del Sinn Féin, antiguo brazo político del inactivo Ejército Republicano Irlandés (IRA), Foster se ha negado a investigar el funcionamiento de un plan de incentivos para la energía renovable, que ella misma introdujo en 2012. El proyecto fallido se ha convertido en un escándalo que puede costar al contribuyente cerca de 500 millones de libras (575 millones de euros) y que lleva un mes enfangando la política norirlandesa, entre reiteradas llamadas a la dimisión de la ministra principal.
Arlene Foster ha pedido disculpas por su papel en la puesta en marcha del polémico plan, pero ha entorpecido, según sus críticos, una investigación a fondo del escándalo.

## Asunto Brexit
Theresa May y posteriormente Boris Johnson se enfrentan a otro escollo legal más para abrir las negociaciones con la Unión Europea sobre la salida del Reino Unido. La crisis de gobierno de Irlanda del Norte, que podría terminar con la convocatoria de nuevas elecciones, podría retrasar la activación del artículo 50 durante meses si el Tribunal Supremo decide que los parlamentos regionales deben aprobar la decisión de la premier.